# Gosszipol
A gosszipol C30H30O8 
egy, a gyapotnövényből (Gossypium sp.) nyert polifenolos aldehid. Képes behatolni a sejtekbe, ahol számos dehidrogenáz enzimet gátol. Sárga pigmentnek is használják.
Kínában többek között férfi fogamzásgátlónak is használják. Maláriaellenes tulajdonságai is vannak; rákellenes hatásait még vizsgálják.